# Tangaye
Tangaye là một tổng của tỉnh Yatenga ở phía bắc Burkina Faso. Thủ phủ của tổng này là thị xã Tangaye. Dân số năm 2006 là 32.623 người.

## Các thị xã và các làng
Bemh, Bonsomnore, Boundoukamba, Douma, Gan-Yiri-Yarce, Goko, Gossere, Goutoula, Guessoum, Kebakoro, Keleguerima, Kolkom, Kouba, Leh, Loubre, Mera, Nabaziniguima, Namsiguia, Nimpouya, Nongfaire, Ouoh-Bilo, Ouoh-Kinga, Pella-Tibitiguia, Rassandogo, Risci-Peulh, Somlawa, Tongmene, Tougue-Mossi, Tougue-Peulh, Tougue-Yarce, Touya, Yalka, Yaoua và Zougouna.